# Grand Prix-wegrace van België 1957
De Grand Prix-wegrace van België 1957 was de vierde Grand Prix van wereldkampioenschap wegrace in het seizoen 1957. De races werden verreden op 7 juli 1957 op het Circuit de Spa-Francorchamps nabij Malmedy. In België kwamen alle klassen aan de start.

## Algemeen
De trainingen werden overschaduwd door de dood van Roberto Colombo. Het ongeluk gebeurde bij de ingang van de S-bochten bij Stavelot. De training werd niet stilgezet en de ambulance die Roberto Colombo meenam moest tussen een aantal trainende zijspancombanaties door laveren. Roberto overleed echter nog onderweg naar het ziekenhuis. MV Agusta trok de Italiaanse rijders Umberto Masetti en Fortunato Libanori terug uit de races, maar de "buitenlanders" John Surtees, John Hartle en Luigi Taveri namen wel deel aan de wedstrijden. In deze Grand Prix werd de wereldtitel in de zijspanklasse beslist.

## 500cc-klasse
In België nam Gilera-teamleider Roberto Persi een chauvinistische beslissing die slecht uit dreigde te pakken. De motor van Libero Liberati wilde niet starten en hij overlegde met de raceleiding om Liberati met de motor van Bob Brown te laten starten. Met die motor én het startnummer van Brown won Liberati, maar na protesten van MV Agusta en Norton werd hij alsnog gediskwalificeerd. Brown kon uiteraard niet rijden, maar Bob McIntyre ook niet omdat hij nog last had van een nekblessure na zijn val in Assen. Jack Brett (Norton) werd tot winnaar verklaard, maar die beslissing werd in januari 1958 door de FIM teruggedraaid. Slechts zes coureurs bereikten de finish. Keith Campbell reed de snelste ronde met de Moto Guzzi Otto Cilindri, maar viel uit.
| Pos | Coureur            | Merk   | Tijd      | Punten |
| --- | ------------------ | ------ | --------- | ------ |
| 1   | Libero Liberati    | Gilera | 1:08"36'6 | 8      |
| 2   | Jack Brett         | Norton | + 52'2    | 6      |
| 3   | Keith Bryen        | Norton | + 3"30'8  | 4      |
| 4   | Derek Minter       | Norton | + 1 ronde | 3      |
| 5   | Michael O'Rourke   | Norton | + 1 ronde | 2      |
| 6   | Hans-Günther Jäger | BMW    | + 1 ronde | 1      |

| Coureur         | Merk      | Oorzaak    |
| --------------- | --------- | ---------- |
| Umberto Masetti | MV Agusta | Teambeleid |

| Coureur          | Merk       | Oorzaak |
| ---------------- | ---------- | ------- |
| Gerold Klinger   | BMW        |         |
| Keith Campbell   | Moto Guzzi |         |
| Jules Nies       | Norton     |         |
| Pierre Nicholas  | Norton     |         |
| Raymond Bogaerdt | Norton     |         |
| Walter Zeller    | BMW        |         |
| George Catlin    | Norton     |         |
| John Clark       | Norton     |         |
| John Hartle      | Norton     |         |
| John Surtees     | MV Agusta  |         |
| Alfredo Milani   | Gilera     |         |
| Giuseppe Colnago | Moto Guzzi |         |
| John Anderson    | Norton     |         |
| John Hempleman   | Norton     |         |
| Noel McCutcheon  | Norton     |         |

| Coureur        | Merk       | Oorzaak      |
| -------------- | ---------- | ------------ |
| Bob Brown      | Gilera     | Geen machine |
| Ernst Hiller   | BMW        |              |
| Alan Trow      | Norton     |              |
| Bob McIntyre   | Gilera     | Blessure     |
| Dickie Dale    | Moto Guzzi |              |
| Geoff Duke     | Gilera     | Blessure     |
| Geoff Tanner   | Norton     |              |
| Terry Shepherd | MV Agusta  |              |

### Top tien tussenstand 500cc-klasse
| Pos | Coureur         | Merk       | Ptn |
| --- | --------------- | ---------- | --- |
| 1   | Libero Liberati | Gilera     | 22  |
| 2   | Bob McIntyre    | Gilera     | 14  |
| 2   | John Surtees    | MV Agusta  | 14  |
| 4   | Jack Brett      | Norton     | 9   |
| 5   | Walter Zeller   | BMW        | 8   |
| 6   | Dickie Dale     | Moto Guzzi | 6   |
| 7   | Keith Bryen     | Norton     | 5   |
| 8   | Bob Brown       | Gilera     | 4   |
| 9   | Ernst Hiller    | BMW        | 3   |
| 9   | Derek Minter    | Norton     | 3   |

## 350cc-klasse
In de 500cc-race reed Keith Campbell de snelste ronde, terwijl Libero Liberati de race won. In de 350cc-race was dat precies omgekeerd: Campbell won en Liberati reed de snelste ronde. Daardoor behield Campbell de leiding in de WK-stand. Keith Bryen profiteerde van zijn overstap van Norton naar Moto Guzzi en werd derde in de race. John Surtees viel met de MV Agusta 350 4C uit. Zijn teamgenoot Umberto Masetti startte niet uit piëteit met de verongelukte Roberto Colombo.
| Pos | Coureur          | Merk       | Tijd    | Punten |
| --- | ---------------- | ---------- | ------- | ------ |
| 1   | Keith Campbell   | Moto Guzzi | 50"34'5 | 8      |
| 2   | Libero Liberati  | Gilera     |         | 6      |
| 3   | Keith Bryen      | Moto Guzzi |         | 4      |
| 4   | Alano Montanari  | Moto Guzzi |         | 3      |
| 5   | Bob Brown        | Gilera     |         | 2      |
| 6   | Giuseppe Colnago | Moto Guzzi |         | 1      |
| 7   | John Anderson    | AJS        |         |        |
| 8   | Jack Brett       | Norton     |         |        |
| 9   | Noel McCutcheon  | Norton     |         |        |
| 10  | Alfredo Milani   | Gilera     |         |        |
| 11  | Arthur Wheeler   | Moto Guzzi |         |        |
| 12  | John Clark       | Moto Guzzi |         |        |
| 13  | Jules Nies       | Norton     |         |        |
| 14  | John Hempleman   | Norton     |         |        |
| 15  | Raymond Bogaerdt | Norton     |         |        |
| 16  | Derek Minter     | Norton     |         |        |

| Coureur         | Merk      | Oorzaak    |
| --------------- | --------- | ---------- |
| Umberto Masetti | MV Agusta | Teambeleid |

| Coureur      | Merk      | Oorzaak |
| ------------ | --------- | ------- |
| John Surtees | MV Agusta |         |

| Coureur      | Merk   | Oorzaak  |
| ------------ | ------ | -------- |
| Bob McIntyre | Gilera | Blessure |

| Coureur          | Merk       |
| ---------------- | ---------- |
| Dick Thomson     | AJS        |
| Eric Hinton      | Norton     |
| Helmut Hallmeier | NSU        |
| Dave Chadwick    | Velocette  |
| Fron Purslow     | Norton     |
| John Hartle      | Norton     |
| Adelmo Mandolini | Moto Guzzi |
| Peter Murphy     | AJS        |

### Top tien tussenstand 350cc-klasse
| Pos | Coureur          | Merk                | Ptn |
| --- | ---------------- | ------------------- | --- |
| 1   | Keith Campbell   | Moto Guzzi          | 22  |
| 2   | Libero Liberati  | Gilera              | 18  |
| 3   | Bob McIntyre     | Gilera              | 14  |
| 4   | John Hartle      | Norton              | 7   |
| 5   | Bob Brown        | Gilera              | 6   |
| 5   | Keith Bryen      | Norton / Moto Guzzi | 6   |
| 7   | Alano Montanari  | MV Agusta           | 5   |
| 8   | Helmut Hallmeier | NSU                 | 4   |
| 9   | Umberto Masetti  | MV Agusta           | 3   |
| 9   | John Surtees     | MV Agusta           | 3   |
| 9   | Jack Brett       | Norton              | 3   |

## 250cc-klasse
Net als Keith Bryen profiteerde John Hartle van zijn overstap naar een ander merk. Hartle verruilde zijn experimentele REG voor de nog experimentele MV Agusta 250 Bicilindrica en won er prompt de Belgische Grand Prix mee. Tarquinio Provini reed weliswaar de snelste ronde, maar hij viel in de laatste ronde uit. Sammy Miller werd tweede, maar zijn Mondial-teamgenoot Cecil Sandford had aan de derde plaats ruim voldoende om aan de leiding in het wereldkampioenschap te blijven.
| Pos | Coureur          | Merk       | Tijd    | Punten |
| --- | ---------------- | ---------- | ------- | ------ |
| 1   | John Hartle      | MV Agusta  | 44"23'5 | 8      |
| 2   | Sammy Miller     | Mondial    |         | 6      |
| 3   | Cecil Sandford   | Mondial    |         | 4      |
| 4   | Arthur Wheeler   | Moto Guzzi |         | 3      |
| 5   | František Bartoš | ČZ         |         | 2      |
| 6   | Günter Beer      | Adler      |         | 1      |

| Coureur           | Merk    | Oorzaak |
| ----------------- | ------- | ------- |
| Tarquinio Provini | Mondial |         |

| Coureur             | Merk      | Oorzaak    |
| ------------------- | --------- | ---------- |
| Fortunato Libanori  | MV Agusta | Teambeleid |
| Roberto Colombo (†) | MV Agusta | Overleden  |

| Coureur       | Merk      | Oorzaak  |
| ------------- | --------- | -------- |
| Carlo Ubbiali | MV Agusta | Blessure |

| Coureur           | Merk       |
| ----------------- | ---------- |
| Bob Brown         | NSU        |
| Luigi Taveri      | MV Agusta  |
| František Šťastný | Jawa       |
| Helmut Hallmeier  | NSU        |
| Dave Chadwick     | MV Agusta  |
| David Andrews     | NSU        |
| Sammy Hodgins     | Velocette  |
| Tommy Robb        | NSU        |
| Alano Montanari   | Moto Guzzi |
| Enrico Lorenzetti | Moto Guzzi |
| Remo Venturi      | MV Agusta  |

### Top tien tussenstand 250cc-klasse
| Pos | Coureur             | Merk            | Ptn |
| --- | ------------------- | --------------- | --- |
| 1   | Cecil Sandford      | Mondial         | 22  |
| 2   | Sammy Miller        | Mondial         | 12  |
| 3   | Roberto Colombo (†) | MV Agusta       | 10  |
| 4   | Luigi Taveri        | MV Agusta       | 8   |
| 4   | Carlo Ubbiali       | MV Agusta       | 8   |
| 4   | Tarquinio Provini   | Mondial         | 8   |
| 4   | John Hartle         | REG / MV Agusta | 8   |
| 8   | František Bartoš    | ČZ              | 5   |
| 9   | Arthur Wheeler      | Moto Guzzi      | 4   |
| 10  | Enrico Lorenzetti   | Moto Guzzi      | 3   |
| 10  | Fortunato Libanori  | MV Agusta       | 3   |

## 125cc-klasse
Tarquinio Provini won zijn derde 125cc-Grand Prix op rij en was - hoewel nog niet officieel - feitelijk al wereldkampioen. Luigi Taveri, die tweede werd en ook in de WK-stand tweede stond, kon hem niet meer inhalen, maar Carlo Ubbiali kon theoretisch nog op gelijke hoogte komen. Dat was mogelijk omdat Ubbiali al twee nulscores had die hij als "streepresultaat" kon gebruiken. Taveri kon nog op 32 punten komen, maar moest er daarna weer 6 wegstrepen. Ubbiali zat na zijn trainingsongeval in de TT van Assen echter geblesseerd thuis.
| Pos | Coureur           | Merk      | Tijd    | Punten |
| --- | ----------------- | --------- | ------- | ------ |
| 1   | Tarquinio Provini | Mondial   | 41"08'2 | 8      |
| 2   | Luigi Taveri      | MV Agusta |         | 6      |
| 3   | Cecil Sandford    | Mondial   |         | 4      |
| 4   | František Bartoš  | ČZ        |         | 3      |
| 5   | Bill Webster      | MV Agusta |         | 2      |
| 6   | Bill Maddrick     | MV Agusta |         | 1      |

| Coureur             | Merk      | Oorzaak    |
| ------------------- | --------- | ---------- |
| Fortunato Libanori  | MV Agusta | Teambeleid |
| Roberto Colombo (†) | MV Agusta | Overleden  |

| Coureur       | Merk      | Oorzaak  |
| ------------- | --------- | -------- |
| Carlo Ubbiali | MV Agusta | Blessure |

| Coureur       | Merk      |
| ------------- | --------- |
| Ernst Degner  | MZ        |
| Horst Fügner  | MZ        |
| Dave Chadwick | MV Agusta |
| Sammy Miller  | Mondial   |
| Guido Sala    | Mondial   |
| Remo Venturi  | MV Agusta |

### Top tien tussenstand 125cc-klasse
| Pos | Coureur             | Merk      | Ptn |
| --- | ------------------- | --------- | --- |
| 1   | Tarquinio Provini   | Mondial   | 30  |
| 2   | Luigi Taveri        | MV Agusta | 16  |
| 3   | Carlo Ubbiali       | MV Agusta | 14  |
| 4   | Roberto Colombo (†) | MV Agusta | 11  |
| 5   | Cecil Sandford      | Mondial   | 9   |
| 6   | Sammy Miller        | Mondial   | 4   |
| 7   | Horst Fügner        | MZ        | 3   |
| 7   | František Bartoš    | ČZ        | 3   |
| 9   | Fortunato Libanori  | MV Agusta | 2   |
| 9   | Bill Webster        | MV Agusta | 2   |

## Zijspanklasse
De zijspanrace werd gewonnen door de combinatie Walter Schneider/Hans Strauß en Florian Camathias werd met zijn nieuwe bakkenist Hilmar Cecco tweede. Fritz Hillebrand/Manfred Grunwald werden slechts derde, maar dat was genoeg om wereldkampioen te worden. Schneider/Strauß konden qua punten nog wel op gelijke hoogte komen, maar niet meer in het aantal overwinningen.
| Pos | Coureur           | Bakkenist          | Merk   | Tijd    | Punten |
| --- | ----------------- | ------------------ | ------ | ------- | ------ |
| 1   | Walter Schneider  | Hans Strauß        | BMW    | 42"28'3 | 8      |
| 2   | Florian Camathias | Hilmar Cecco       | BMW    |         | 6      |
| 3   | Fritz Hillebrand  | Manfred Grunwald   | BMW    |         | 4      |
| 4   | Pip Harris        | Ray Campbell       | Norton |         | 3      |
| 5   | Jacques Drion     | Inge Stoll-Laforge | BMW    |         | 2      |
| 6   | Marcel Beauvais   | André Coudert      | Norton |         | 1      |

| Coureur          | Bakkenist      | Merk | Oorzaak          |
| ---------------- | -------------- | ---- | ---------------- |
| Josef Knebel (†) | Rolf Amfaldern | BMW  | Knebel overleden |

| Coureur           | Bakkenist                    | Merk   |
| ----------------- | ---------------------------- | ------ |
| Edgar Strub       | Mick Woollett                | Norton |
| Fritz Scheidegger | Horst Burkhardt              | BMW    |
| Loni Neußner      | Dieter Hess                  | BMW    |
| Werner Großmann   | Alfred Schmidt               | Norton |
| Charlie Freeman   | John Chisnell                | Norton |
| Cyril Smith       | Stanley Dibben en Eric Bliss | Norton |
| Jackie Beeton     | Tony Partridge               | Norton |
| Peter Woollett    | George Loft                  | Norton |
| Albino Milani     | Rossano Milani               | Gilera |

### Top tien tussenstand zijspanklasse
| Pos | Coureur                           | Bakkenist                            | Merk   | Ptn |
| --- | --------------------------------- | ------------------------------------ | ------ | --- |
| 1   | Fritz Hillebrand (wereldkampioen) | Manfred Grunwald (wereldkampioen)    | BMW    | 28  |
| 2   | Walter Schneider                  | Hans Strauß                          | BMW    | 20  |
| 3   | Florian Camathias                 | Jules Galliker en Hilmar Cecco       | BMW    | 13  |
| 4   | Jackie Beeton                     | Charles Billingham en Tony Partridge | Norton | 9   |
| 5   | Loni Neußner                      | Dieter Hess                          | BMW    | 6   |
| 6   | Josef Knebel (†)                  | Rolf Amfaldern                       | BMW    | 4   |
| 7   | Edgar Strub                       | Mick Woollett                        | Norton | 3   |
| 7   | Pip Harris                        | Ray Campbell                         | Norton | 3   |
| 7   | Marcel Beauvais                   | André Coudert                        | Norton | 3   |
| 10  | Charlie Freeman                   | John Chisnell                        | Norton | 2   |
| 10  | Jacques Drion                     | Inge Stoll-Laforge                   | BMW    | 2   |

1921 · 1922 · 1923 · 1924 · 1925 · 1926 · 1927 · 1928 · 1929 · 1930 · 1931 · 1932 · 1933 · 1934 · 1935 · 1936 · 1937 · 1938 · 1939 · 1947 · 1948 · 1949 · 1950 · 1951 · 1952 · 1953 · 1954 · 1955 · 1956 · 1957 · 1958 · 1959 · 1960 · 1961 · 1962 · 1963 · 1964 · 1965 · 1966 · 1967 · 1968 · 1969 · 1970 · 1971 · 1972 · 1973 · 1974 · 1975 · 1976 · 1977 · 1978 · 1979 · 1980 · 1981 · 1982 · 1983 · 1984 · 1985 · 1986 · 1988 · 1989 · 1990